# Anna Wintour
Dame Anna Wintour (ur. 3 listopada 1949 w Londynie) – brytyjsko-amerykańska dziennikarka. Od 1988 redaktorka naczelna amerykańskiego wydania czasopisma „Vogue”.

## Życiorys

### Młodość
Urodziła się 3 listopada 1949. Jej ojciec, urodzony w Dorset Charles Vere Wintour (1917–1999), był cenionym dziennikarzem (pracował m.in. w „The Evening Standard”, „Sunday Express” i „Daily Express”), a matka, urodzona w Harrisburgu Eleanor Trego Baker (1917–1996), została pracownikiem socjalnym. Wintour dostała imię po swojej babce, Annie Baker, filadelfijskiej celebrytce. Ma czworo rodzeństwa: Geralda (1940–1951; zginął w wypadku drogowym), Jamesa Charlesa (ur. 1947), Patricka i Norę Hilary. Jej ojciec w 1978 ponownie się ożenił, tym razem z Audrey Slaughter.
Dorastała w St. John’s Wood w Londynie, w wieku 15 lat przeniosła się do Kensington. W 1960 rozpoczęła naukę w prywatnej szkole dla dziewcząt Queens College, ale trzy lata później przeniosła się do North London Collegiate School. Starała się poświęcać modzie jak najwięcej uwagi jako regularna czytelniczka czasopisma „Seventeen”. Uczyła się także u Peggy Angus, która rozbudziła w niej zainteresowanie sztuką. W wieku 16 lat porzuciła szkołę. Dzięki wpływom ojca, została zatrudniona w modnym butiku Biba, a następnie pracowała jako ekspedientka w Harrodsie. W tym okresie zapozowała do zdjęć opublikowanych w czasopiśmie dla nastolatek „Petticoat” i magazynie „Student”, w którego redakcji pracowała także jako redaktorka działu mody.

### „H&Q”: 1970–1975

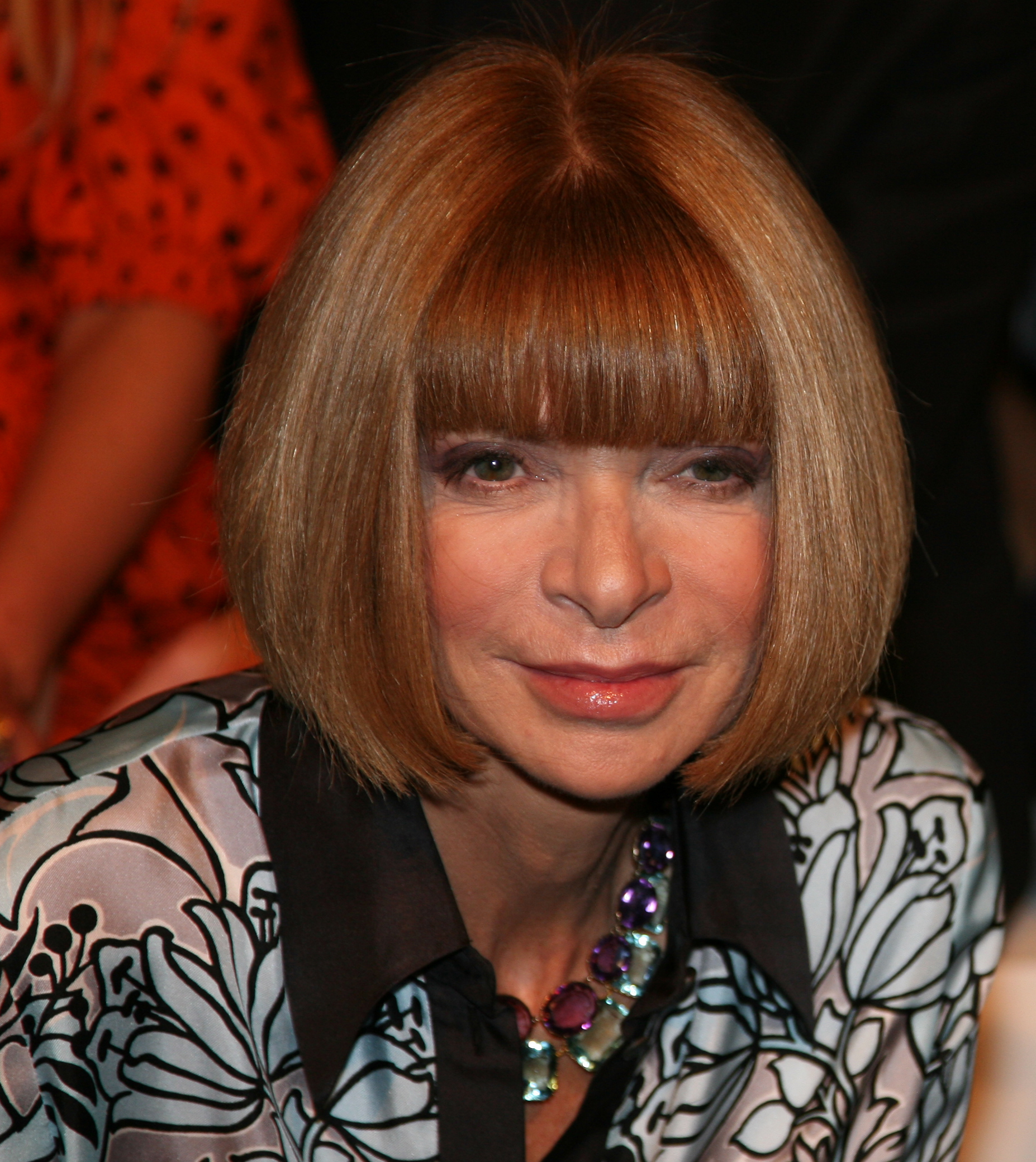
Wintour (2009)

W marcu 1970 zaczęła pracę w czasopiśmie „Harper’s & Queen” (utworzonym po połączeniu się „Harper’s Bazaar” z „Queen”), gdzie została zatrudniona jako asystentka w dziale mody, później została redaktorką pisma. To właśnie tam pierwszy raz wyraziła głośno pragnienie pracy jako redaktorka w „Vogue”. W 1975 odeszła z magazynu, niezadowolona ze współpracy z Min Hogg, wydawczynią „H&Q”. Jeszcze w tym samym roku wyjechała do Nowego Jorku, gdzie nadzorowała sesję dla amerykańskich wydań „Vogue’a” i „Harper’s Bazaar” oraz pracowała w redakcjach magazynów: „New York” i „House & Garden”. Próbowała też zdobyć pracę w „Interview” Andy’ego Warhola, ale ten jej odmówił.

### „Harper’s Bazaar”, „Viva”, „Savvy”, „New York”: 1975–1982
W 1975 objęła stanowisko młodszego dyrektora ds. mody w redakcji „Harper’s Bazaar” w Nowym Jorku. Jej innowacyjne sesje (na których m.in. eksperymentowała z fryzurami modelek) stały się przyczyną konfliktów między nią i Tonym Mazzolą, który ostatecznie zwolnił ją z pracy w 1976. Jej były partner życiowy, dziennikarz freelancer Jon Bradshaw, pomógł jej objąć stanowisko dyrektora mody w czasopiśmie „Viva”, a do jej obowiązków należało m.in. organizowanie sesji zdjęciowych publikowanych w gazecie. W „Vivie” pracowała przez trzy lata, aż do zamknięcia gazety w listopadzie 1978. Przez kolejne półtora roku pozostawała bez pracy, w tym okresie poświęciła się podróżom po świecie.
W 1980 została zatrudniona jako dyrektorka ds. mody w kobiecym magazynie „Savvy”. W 1981 próbowała zdobyć pracę w „Interview” Andy’ego Warhola, ale ten stanowczo jej odmówił. W 1981 przeszła kolejny raz do czasopisma „New York”, w którym pracowała w dziale mody.

### „Vogue”: od 1983
Redaktorka Polly Mellen zaaranżowała jej spotkanie z redaktorką naczelną amerykańskiego „Vogue’a”, Grace Mirabellą, jednak rozmowa nie trwała długo, bo – spytana przez Mirabellę, którą posadę chciałaby objąć – Wintour odpowiedziała, że chce przejąć jej stanowisko. W 1983 spotkała się z Alexandrem Libermanem, dyrektorem Condé Nast Publications (wydawcy „Vogue’a”), który namówił ją na pracę w „Vogue’u”. Wintour otrzymała nieużywany wcześniej tytuł dyrektora kreatywnego gazety. Jej obowiązki nie były do końca sprecyzowane, miała zajmować się „pracą nad podniesieniem jakości stron i wprowadzeniem na nie innych aspektów zainteresowań kobiet”. Poza tym, często bez zgody Mirabelli, zmieniała koncepcję artykułów publikowanym w czasopiśmie.
We wrześniu 1985 została redaktorką naczelną brytyjskiego „Vogue’a”, ale stanowisko objęła dopiero w kwietniu 1986 po narodzinach syna, Charliego. Przeprowadziła w brytyjskim wydaniu „Vogue’a” radykalne zmiany na wzór amerykański, m.in. dzięki którym doprowadziła do wzrostu nakładu gazety. W tym okresie przylgnęła do niej łatka szefowej oziębłej i bezkompromisowej.
W 1987 wróciła do Nowego Jorku, by objąć stanowisko redaktor naczelnej pisma wnętrzarskiego „House & Garden”, którego nazwę zmieniła na „HG” i do którego wprowadziła tematy związane z modą, za co była szeroko krytykowana przez czytelników.
1 sierpnia 1988 zaczęła pracę na stanowisku redaktorki naczelnej amerykańskiego „Vogue’a”. Wkrótce uczyniła z czasopisma „biblię mody”, która wyznacza trendy w modzie i kanony piękna. Jako szefowa czasopisma podejmowała kontrowersyjne decyzje, m.in. umieściła na okładce skandalizującą piosenkarkę Madonnę czy bizneswoman Ivanę Trump, czym zapoczątkowała trend na zatrudnianie celebrytek, a nie modelek, na okładkowe sesje zdjęciowe. Z uwagi na swój autorytet i wpływy stała się jedną z najpotężniejszych postaci w amerykańskich mediach. W lutym 1991 otrzymała nagrodę specjalną za wkład w modę na gali wręczenia nagród Rady Amerykańskich Projektantów Mody. Oprócz głównego wydania „Vogue’a” nadzorowała także tytuły: „Teen Vogue”, „Vogue Living” i „Men’s Vogue”.
W 2011 odebrała order Legii Honorowej z rąk prezydenta Francji Nicolasa Sarkozy’ego. W marcu 2013 objęła stanowisko dyrektorki artystycznej wydawnictwa Condé Nast Publications. W maju 2014 otworzyła Centrum Kostiumów Anny Wintour w Metropolitan Museum of Art w Nowym Jorku. W grudniu 2020 awansowała na stanowisko dyrektorki generalnej do spraw treści w Condé Nast Publications.
Wystąpiła w filmie dokumentalnym R. J. Cutlera The September Issue (2009) o pracach nad wrześniowym numerem magazynu „Vogue”. Pojawiła się w roli cameo w filmie Zoolander 2 (2016). Występowała w serialu internetowym Zapytaj Annę (Go Ask Anna, 2019–2020), którego była główną bohaterką.

## Wizerunek
W wieku 14 lat, za namową stylisty Vidala Sassoona zaczęła nosić fryzurę „na pazia”, która stała się jej znakiem rozpoznawczym. Niemal zawsze pokazuje się publicznie w okularach przeciwsłonecznych, które także stanowią charakterystyczną część jej wizerunku. Od czasów nastoletnich pielęgnuje szczupłą figurę.
W pracy nie okazuje emocji, jest bezpośrednia, ambitna, bezwzględna, samodzielna, konkretna i profesjonalna, dąży do perfekcji oraz ma wizerunek osoby oziębłej i pewnej siebie.

## Życie prywatne

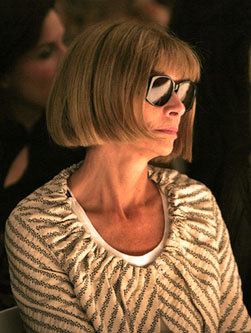
Wintour podczas New York Fashion Week (2005)

Pod koniec lat 60. związała się z fotografem modowym Steve’em Bobroffem. Następnie spotykała się z wydawcą prasowym Richardem Neville’em, redaktorem kolumny plotkarskiej Nigelem Dempsterem i fotografem Jamesem Wedge’em. W 1972 związana się ze starszym o 12 lat dziennikarzem freelancerem Jonem Bradshawem. W trakcie związku z Bradshawem nawiązała romans z fotografem Jamesem Moore’em i pisarzem Christopherem Hitchensem. W 1978 zerwała z Bradshawem i nawiązała romans z Erikiem Idle’em. Następnie związała się z francuskim producentem muzycznym Michelem Estebanem, z którym rozstała się w 1980. Jej kolejnym narzeczonym został pisarz Michael Stone. W 1983 zaczęła się spotykać ze starszym o 13 lat psychiatrą dziecięcym Davidem Shafferem, którego poślubiła we wrześniu 1984 i z którym ma dwoje dzieci: Charlesa (ur. 1986) i Katherinę (ur. 1987), redaktorkę „The Daily Telegraph”. Małżeństwo z Shafferem zostało unieważnione w 1999. Jeszcze przed rozstaniem z mężem związała się z Shelbym Bryanem, z którym pozostała w nieformalnym związku w 2020; mimo długiego stażu związku nigdy nie zamieszkali razem.
Ma posiadłość w Mastic na Long Island.
Przeznacza duże sumy pieniędzy na organizacje pomagające chorym z AIDS, m.in. zebrała ponad 4,5 mln dol. na ten cel podczas wymyślonej przez siebie gali charytatywnej „Seventh on Sale”. Organizuje także zbiórki na inne szczytne cele, m.in. od 1995 prowadzi Galę Instytutu Kostiumów, charytatywną ceremonię związaną ze zbiórką pieniędzy na rzecz Instytutu Kostiumów należącego do Metropolitan Museum of Art w Nowym Jorku. Dofinansowywała też kandydatów Partii Demokratycznej, m.in. zbierała fundusze na rzecz kampanii prezydenckiej Baracka Obamę przed wyborami prezydenckimi w 2008 i 2012. Stworzyła organizację CFDA/Vogue Fashion Fund, dzięki której wspiera obiecujących projektantów mody, przyznając im stypendia (wraz z Radą Amerykańskich Projektantów Mody).

## Wintour w kulturze
Była inspiracją dla postaci Mirandy Priestley, surowej i bezwzględnej szefowej redakcji czasopisma modowego „Runway” w bestsellerowej powieści Lauren Weisberger (byłej osobistej asystentki Wintour) Diabeł ubiera się u Prady z 2003 oraz jej ekranizacji z 2006 w reżyserii Davida Frankela; w postać Priestley wcieliła się Meryl Streep.

## Krytyka

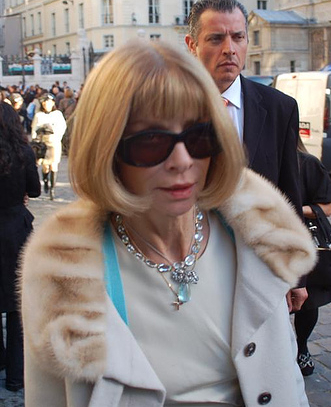
Wintour w płaszczu obszytym futrem (2006)

Wintour często jest celem ataków organizacji PETA, której członkowie krytykują ją za noszenie futer i publikowanie zdjęć modelek w futrach na łamach czasopisma „Vogue”.
W październiku 2005 na pokazie domu mody Chloé w Paryżu została uderzona ciastem tofu przez jej przeciwników.

## Nagrody i wyróżnienia
- 2008: Order Imperium Brytyjskiego[67]
- 2011: Order Narodowy Legii Honorowej[68]
- magazyn AdAge przyznał Annie tytuł redaktora roku
- 2016: Order Imperium Brytyjskiego (tytuł: Dama Komandor Orderu Imperium Brytyjskiego)
- 2025: Prezydencki Medal Wolności[69][70]